# Kōgen

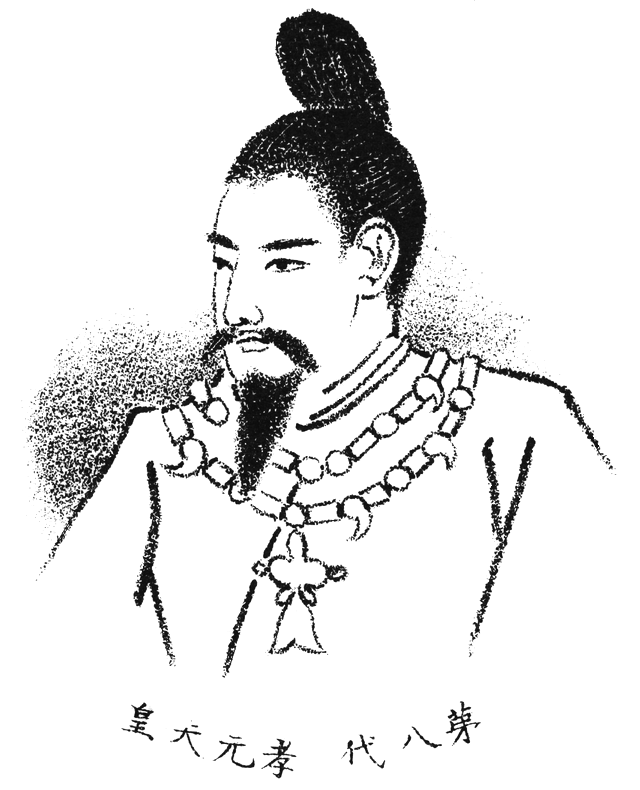
Kōgen auf einem Druck der Meiji-Zeit

Kōgen (japanisch 孝元天皇, Kōgen-tennō; * 273 v. Chr.; † 158 v. Chr.) war nach den alten Geschichtsbüchern Kojiki und Nihonshoki der 8. Tennō von Japan (214 v. Chr. bis 158 v. Chr.). Seine historische Existenz ist zweifelhaft. Er ist einer der „acht undokumentierten Kaiser“ (欠史八代 kesshi hachidai), von denen nur eine skizzenhafte Darstellung bekannt ist.
Sein Eigenname war Ō-yamato-neko-hiko-kuni-kuru no mikoto (Nihonshoki (N): 大日本根子彦国牽尊, Kojiki (K): 大倭根子日子国玖琉命). Seine Mutter war Hoso-hime no mikoto (N: 細媛命, K: 細比売命). Zum Beginn des 36. Regierungsjahrs (255 v. Chr.) seines Vaters Kōrei wurde er zum Kronprinz ernannt und übernahm nach dessen Tod am 14. Tag des 1. Mondmonats des Folgejahrs (214 v. Chr.) den Thron.
Kōgen regierte im Palast Sakaihara (N: 謂境原宮, K: 軽之堺原宮, Karu no Sakaihara no miya) in Karu (vermutlich im heutigen Kashihara). Seine Frauen und Kinder waren:
- Utsu-shiko-me no mikoto (N: 欝色謎命, K: 内色許売命), Gemahlin
  - Ō-hiko no mikoto (N: 大彦命, K: 大毘古命), Sohn
  - Sukuna-hiko-o-kokoro no mikoto (N: 少彦男心命) / Sukuna-hiko-take-i-gokoro no mikoto (K: 少名日子建猪心命), Sohn, im Nihonshoki als unsicher genannt
  - Waka-yamato-neko-hiko-ō-hihi no mikoto (N: 稚日本根子彦大日日尊, K: 若倭根子日子大毘毘命), Sohn und Thronfolger
  - Yamato-toto-hime no mikoto (N: 倭迹迹姫命), Tochter, nur im Nihonshoki erwähnt
- Ika-ga-shiko-me no mikoto (N: 伊香色謎命, K: 伊賀迦色許売), Konkubine
  - Hiko-futo-oshi no makoto no mikoto (N: 彦太忍信命, K: 比古布都押之信命), Sohn
- Hani-yasu-hime (N: 埴安媛, K: 波邇夜須毘売), Konkubine
  - Take-hani-yasu-hiko no mikoto (N: 武埴安彦命, K: 建波邇夜須毘古命), Sohn

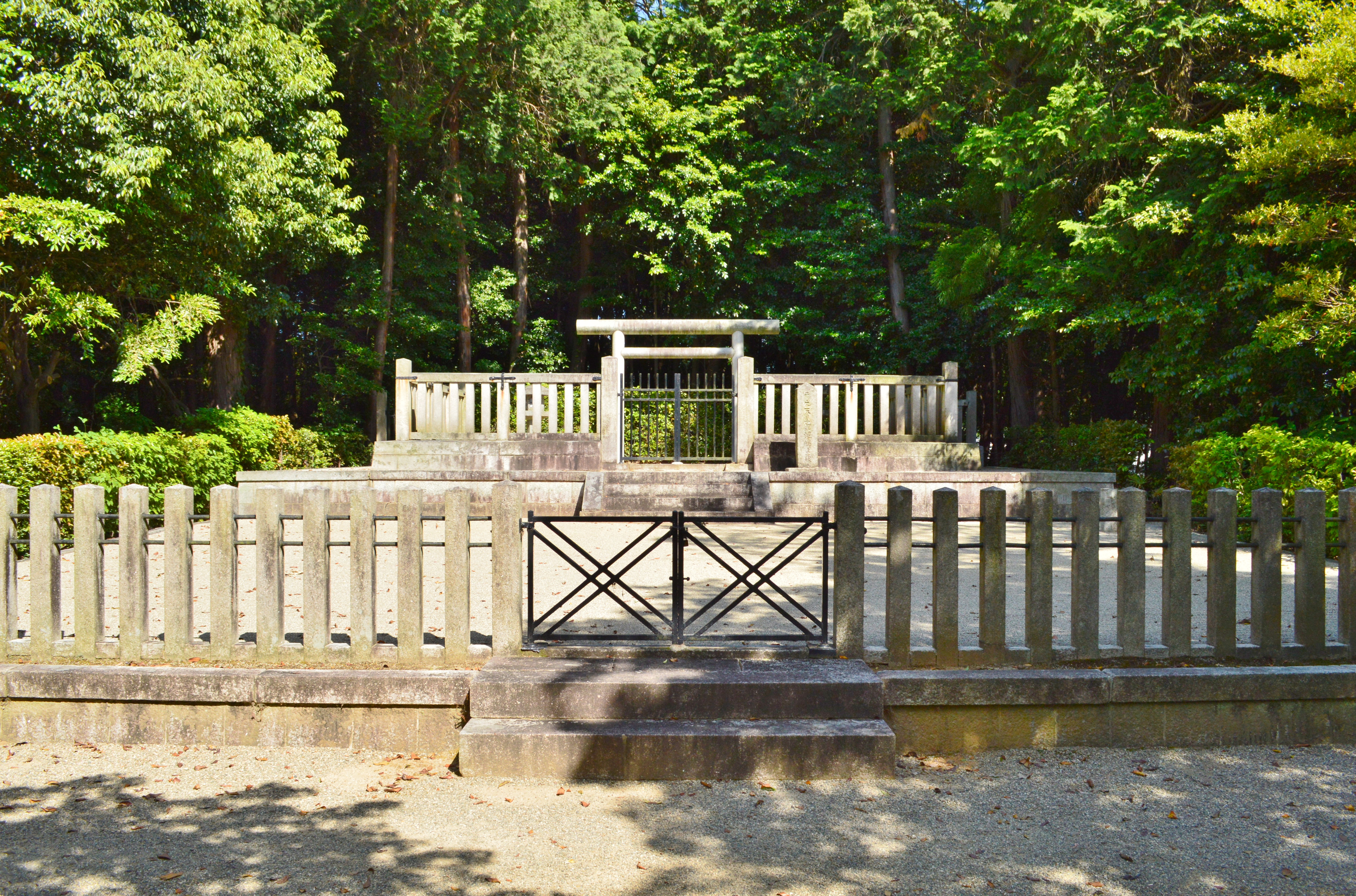
Eingang zu Kōgens Kaisergrab

Er starb nach dem Nihonshoki mit 116 Jahren am 2. Tag des 9. Mondmonats in seinem 57. Regierungsjahr (158 v. Chr.), nach dem Kojiki im Alter von 57 Jahren. Sein Mausoleum (misasagi) ist das schlüssellochförmige Hügelgrab Tsurugi no ike no shima no e no misasagi (劔池嶋上陵, „Kaisergrab auf der Insel des Sees des Schwerts“; 34° 28′ 52″ N, 135° 48′ 12″ O) in Kashihara.
Den Namen Kōgen, dessen Schriftzeichen „kindliche Pietät“ und „Ursprung“ bedeuten, erhielt er nachträglich, als die japanischen Kaiser begannen, sich chinesisch, oft buddhistisch inspirierte Namen zu geben.